# Milanovo
Milanovo (Bulgaars: Миланово) is een dorp in het oosten van Bulgarije. Het dorp ligt in de gemeente  Veliki Preslav, oblast Sjoemen. Het dorp ligt hemelsbreed ongeveer 11 km ten zuidwesten van Sjoemen en 293 km ten noordoosten van Sofia.

## Bevolking
Op 31 december 2020 telde het dorp Milanovo 613 inwoners.
| Bevolkingsontwikkeling van Milanovo tussen 1934 en 2020 |
| ------------------------------------------------------- |
|                                                         |
| ■ Volkstellingen ■ Schatting                            |

In het dorp wonen grotendeels etnische Turken. In 2011 identificeerden 509 van de 577 ondervraagden zichzelf als etnische Turken, oftewel 88,2% van alle ondervraagden. De overige ondervraagden noemden zichzelf etnische Bulgaren (59 personen, oftewel 10,2%).
| Etnische samenstelling van de respondenten (2011) | Etnische samenstelling van de respondenten (2011) | Etnische samenstelling van de respondenten (2011) | Etnische samenstelling van de respondenten (2011) | Etnische samenstelling van de respondenten (2011) |
| ------------------------------------------------- | ------------------------------------------------- | ------------------------------------------------- | ------------------------------------------------- | ------------------------------------------------- |
|                                                   |                                                   |                                                   |                                                   |                                                   |
| Bulgaren                                          | Bulgaren                                          |                                                   | 10,2%                                             | 10,2%                                             |
| Turken                                            | Turken                                            |                                                   | 88,2%                                             | 88,2%                                             |
| Roma                                              | Roma                                              |                                                   | 0,0%                                              | 0,0%                                              |
| Anders/Onbekend                                   | Anders/Onbekend                                   |                                                   | 1,6%                                              | 1,6%                                              |

Van de 619 inwoners die in februari 2011 werden geregistreerd, waren er 84 jonger dan 15 jaar oud (13,6%), gevolgd door 432 personen tussen de 15-64 jaar oud (69,8%) en 103 personen van 65 jaar of ouder (16,6%).